# Reacción de hidratación
Una reacción de hidratación es una reacción química en la que se produce la incorporación de agua a un compuesto.

## Química inorgánica
Es una reacción química inorgánica donde el agua se añade a la estructura cristalina de un mineral, creando generalmente un nuevo mineral, llamado también el hidrato.
En términos geológicos, el proceso de hidratación mineral es conocido como alteración retrógrada y es el proceso que ocurre en el metamorfismo retrógrado. Es común de ver acompañado de metasomatismo y suele ocurrir en las paredes de roca natural expuestas a la intemperie. La hidratación de los minerales puede deberse también a circulación hidrotermal que puede venir dada por la tectónica o por la actividad ígnea. La hidratación mineral es también el proceso en el que el regolito procedente de minerales de silicatos acaba convirtiéndose en arcilla.
Existen dos formas por las cuales el mineral se hidrata: Una es la conversión de un óxido a doble hidróxido, por ejemplo en el caso de la hidratación del óxido de calcio - CaO - a Hidróxido de calcio - Ca(OH)2, el otro es con la incorporación de las moléculas de agua directamente en la estructura cristalina de un nuevo mineral, así como la hidratación del feldepsato a mineral de arcilla, granate en Clorita o la kyanita a moscovita.
Algunas estructuras minerales, como por ejemplo la montmorillonita, son capaces de incluir una cantidad variable de agua sin cambiar significativamente su estructura cristalina.
Hidratación es también el mecanismo por el cual el cemento Portland desarrolla su resistencia.

## Química orgánica
Para el caso específico de la química orgánica es, en concreto, una adición de agua o sus elementos H y OH a una especie química orgánica. Por ejemplo, para esta disciplina de la química, es una reacción de hidratación el proceso global de adición de H2O al doble enlace de un alqueno:
R−CH=CH−R + H2O → R−CH2−CHOH−R

## Usos industriales
Uno de los métodos de producción de etanol es la hidratación de etileno.